# Асхадуллин, Галимулла Асхадуллович
Галимулла Асхадуллович Асхадуллин (14 апреля 1928 — 19 мая 2013) — фрезеровщик Казанского авиационного завода имени С. В. Горбунова Министерства авиационной промышленности СССР. Герой Социалистического Труда (1974).

## Биография
Родился 14 апреля 1928 года в деревне Мирзям, Арского района Татарской АССР, ныне Республики Татарстан, в крестьянской семье. Татарин. В 1942 году окончил семилетнюю школу и сразу начал свою трудовую деятельность в колхозе в родном селе. В 1947 году уехал в город Казань, где поступил в школу фабрично-заводского обучения (ФЗО), получил профессию фрезеровщика. После окончания учёбы поступил работать на авиационный завод № 22. С этим предприятием связана вся его трудовая биография. Работу прерывала только служба в армии.
Со временем стал профессионалом в своём деле. Без отрыва от производства окончил школу мастеров. Отличался большой ответственностью, скрупулёзностью в выполнении заданий. Непрестанно совершенствовал инструменты, различные приспособления. В 1970 году был признан лучшим фрезеровщиком завода. Подал и внедрил 29 рацпредложений по улучшению условий труда, экономии металлов, повышению производительности труда и качества выпускаемой продукции. Его передовой опыт изучался на объединении и широко распространялся в масштабах республики. Накопленный богатый опыт и мастерство он охотно передавал молодёжи завода, являясь её наставником.
Указом Президиума Верховного Совета СССР (с грифом «не подлежит опубликованию») от 16 января 1974 года «за выдающиеся успехи в выполнении и перевыполнении планов 1973 года и принятых социалистических обязательств» Асхадуллину Галимулле Асхадулловичу присвоено звание Героя Социалистического Труда с вручением ордена Ленина и золотой медали «Серп и Молот».
Работал на предприятии до выхода на пенсию в 1989 году. Депутат Совета Национальностей Верховного Совета СССР 9, 10 созывов (1974—1984) от Татарской АССР. В Верховный Совет 9 созыва избран от Кировского избирательного округа № 224 Татарской АССР; член Планово-бюджетной комиссии Совета Национальностей.
Жил в Казани. Умер 19 мая 2013 года.

## Награды
Награждён орденами Ленина, Трудового Красного Знамени, медалями.